# Di sản thế giới theo quốc gia

Di sản thế giới theo quốc gia vào năm 2023

Tính đến tháng 7 năm 2016, thế giới có tất cả 1.052 di sản nằm ở 165 "quốc gia thành viên". Trong 1,052 di sản, có 814 di sản văn hóa, 203 di sản tự nhiên và 35 di sản hỗn hợp. Các quốc gia được Ủy ban Di sản thế giới xếp vào năm khu vực địa lý: châu Phi, các nước Ả Rập, châu Á - Thái Bình Dương, châu Âu và Bắc Mỹ, châu Mỹ Latin và vùng Caribbean.

## Bảng Di sản thế giới
| Quốc gia                                | Di sản thiên nhiên | Di sản văn hóa | Di sản hỗn hợp | Tổng cộng | Vùng UNESCO                     |
| --------------------------------------- | ------------------ | -------------- | -------------- | --------- | ------------------------------- |
| Afghanistan                             |                    | 2              |                | 2         | Châu Á - Thái Bình Dương        |
| Albania                                 |                    | 2              |                | 2         | Châu Âu và Bắc Mỹ               |
| Algeria                                 |                    | 6              | 1              | 7         | Các nước Ả Rập                  |
| Andorra                                 |                    | 1              |                | 1         | Châu Âu và Bắc Mỹ               |
| Antigua và Barbuda                      |                    | 1              |                | 1         | Châu Mỹ Latin và vùng Caribbean |
| Argentina                               | 4                  | 6              |                | 10        | Châu Mỹ Latin và vùng Caribbean |
| Armenia                                 |                    | 2              | 1              | 3         | Châu Âu và Bắc Mỹ               |
| Australia                               | 12                 | 3              | 4              | 19        | Châu Á - Thái Bình Dương        |
| Áo                                      |                    | 9              |                | 9         | Châu Âu và Bắc Mỹ               |
| Azerbaijan                              |                    | 2              |                | 2         | Châu Âu và Bắc Mỹ               |
| Bahrain                                 |                    | 2              |                | 2         | Các nước Ả Rập                  |
| Bangladesh                              | 1                  | 2              |                | 3         | Châu Á - Thái Bình Dương        |
| Barbados                                |                    | 1              |                | 1         | Châu Mỹ Latin và vùng Caribbean |
| Belarus                                 | 1                  | 3              |                | 4         | Châu Âu và Bắc Mỹ               |
| Bỉ                                      |                    | 12             |                | 12        | Châu Âu và Bắc Mỹ               |
| Belize                                  | 1                  |                |                | 1         | Châu Mỹ Latin và vùng Caribbean |
| Benin                                   |                    | 1              |                | 1         | Châu Phi                        |
| Bolivia                                 | 1                  | 6              |                | 7         | Châu Mỹ Latin và vùng Caribbean |
| Bosnia và Herzegovina                   |                    | 3              |                | 3         | Châu Âu và Bắc Mỹ               |
| Botswana                                | 1                  | 1              |                | 2         | Châu Phi                        |
| Brasil                                  | 7                  | 13             |                | 20        | Châu Mỹ Latin và vùng Caribbean |
| Bulgaria                                | 2                  | 7              |                | 9         | Châu Âu và Bắc Mỹ               |
| Burkina Faso                            |                    | 1              |                | 1         | Châu Phi                        |
| Campuchia                               |                    | 2              |                | 2         | Châu Á - Thái Bình Dương        |
| Cameroon                                | 2                  |                |                | 2         | Châu Phi                        |
| Canada                                  | 10                 | 8              |                | 18        | Châu Âu và Bắc Mỹ               |
| Cape Verde                              |                    | 1              |                | 1         | Châu Phi                        |
| Cộng hòa Trung Phi                      | 2                  |                |                | 2         | Châu Phi                        |
| Chad                                    | 1                  |                | 1              | 2         | Châu Phi                        |
| Chile                                   |                    | 6              |                | 6         | Châu Mỹ Latin và vùng Caribbean |
| Trung Quốc                              | 11                 | 35             | 4              | 50        | Châu Á - Thái Bình Dương        |
| Colombia                                | 2                  | 6              |                | 8         | Châu Mỹ Latin và vùng Caribbean |
| Congo                                   | 1                  |                |                | 1         | Châu Phi                        |
| Costa Rica                              | 3                  | 1              |                | 4         | Châu Mỹ Latin và vùng Caribbean |
| Côte d'Ivoire                           | 3                  | 1              |                | 4         | Châu Phi                        |
| Croatia                                 | 1                  | 7              |                | 8         | Châu Âu và Bắc Mỹ               |
| Cuba                                    | 2                  | 7              |                | 9         | Châu Mỹ Latin và vùng Caribbean |
| Cộng hòa Síp                            |                    | 3              |                | 3         | Châu Âu và Bắc Mỹ               |
| Cộng hòa Séc                            |                    | 12             |                | 12        | Châu Âu và Bắc Mỹ               |
| Triều Tiên                              |                    | 2              |                | 2         | Châu Á - Thái Bình Dương        |
| Cộng hòa Dân chủ Congo                  | 5                  |                |                | 5         | Châu Phi                        |
| Denmark                                 | 3                  | 5              |                | 8         | Châu Âu và Bắc Mỹ               |
| Dominica                                | 1                  |                |                | 1         | Châu Mỹ Latin và vùng Caribbean |
| Dominican Republic                      |                    | 1              |                | 1         | Châu Mỹ Latin và vùng Caribbean |
| Ecuador                                 | 2                  | 3              |                | 5         | Châu Mỹ Latin và vùng Caribbean |
| Egypt                                   | 1                  | 6              |                | 7         | Các nước Ả Rập                  |
| El Salvador                             |                    | 1              |                | 1         | Châu Mỹ Latin và vùng Caribbean |
| Estonia                                 |                    | 2              |                | 2         | Châu Âu và Bắc Mỹ               |
| Ethiopia                                | 1                  | 8              |                | 9         | Châu Phi                        |
| Phần Lan                                | 1                  | 6              |                | 7         | Châu Âu và Bắc Mỹ               |
| Fiji                                    |                    | 1              |                | 1         | Châu Á - Thái Bình Dương        |
| Pháp                                    | 3                  | 38             | 1              | 42        | Châu Âu và Bắc Mỹ               |
| Gabon                                   |                    |                | 1              | 1         | Châu Phi                        |
| Gambia                                  |                    | 2              |                | 2         | Châu Phi                        |
| Gruzia                                  |                    | 3              |                | 3         | Châu Âu và Bắc Mỹ               |
| Đức                                     | 3                  | 38             |                | 41        | Châu Âu và Bắc Mỹ               |
| Ghana                                   |                    | 2              |                | 2         | Châu Phi                        |
| Greece                                  |                    | 16             | 2              | 18        | Châu Âu và Bắc Mỹ               |
| Guatemala                               |                    | 2              | 1              | 3         | Châu Mỹ Latin và vùng Caribbean |
| Guinea                                  | 1                  |                |                | 1         | Châu Phi                        |
| Haiti                                   |                    | 1              |                | 1         | Châu Mỹ Latin và vùng Caribbean |
| Vatican                                 |                    | 2              |                | 2         | Châu Âu và Bắc Mỹ               |
| Honduras                                | 1                  | 1              |                | 2         | Châu Mỹ Latin và vùng Caribbean |
| Hungary                                 | 1                  | 7              |                | 8         | Châu Âu và Bắc Mỹ               |
| Iceland                                 | 1                  | 1              |                | 2         | Châu Âu và Bắc Mỹ               |
| Ấn Độ                                   | 7                  | 27             | 1              | 35        | Châu Á - Thái Bình Dương        |
| Indonesia                               | 4                  | 4              |                | 8         | Châu Á - Thái Bình Dương        |
| Iran                                    | 1                  | 20             |                | 21        | Châu Á - Thái Bình Dương        |
| Iraq                                    |                    | 4              | 1              | 5         | Các nước Ả Rập                  |
| Ireland                                 |                    | 2              |                | 2         | Châu Âu và Bắc Mỹ               |
| Israel                                  |                    | 9              |                | 9         | Châu Âu và Bắc Mỹ               |
| Ý                                       | 4                  | 47             |                | 51        | Châu Âu và Bắc Mỹ               |
| Jamaica                                 |                    |                | 1              | 1         | Châu Mỹ Latin và vùng Caribbean |
| Nhật Bản                                | 4                  | 16             |                | 20        | Châu Á - Thái Bình Dương        |
| Jerusalem (Site proposed by Jordan)     |                    | 1              |                | 1         | Các nước Ả Rập                  |
| Jordan                                  |                    | 4              | 1              | 5         | Các nước Ả Rập                  |
| Kazakhstan                              | 2                  | 3              |                | 5         | Châu Á - Thái Bình Dương        |
| Kenya                                   | 3                  | 3              |                | 6         | Châu Phi                        |
| Kiribati                                | 1                  |                |                | 1         | Châu Á - Thái Bình Dương        |
| Kyrgyzstan                              | 1                  | 2              |                | 3         | Châu Á - Thái Bình Dương        |
| Lào                                     |                    | 2              |                | 2         | Châu Á - Thái Bình Dương        |
| Latvia                                  |                    | 2              |                | 2         | Châu Âu và Bắc Mỹ               |
| Lebanon                                 |                    | 5              |                | 5         | Các nước Ả Rập                  |
| Lesotho                                 |                    |                | 1              | 1         | Châu Phi                        |
| Libya                                   |                    | 5              |                | 5         | Các nước Ả Rập                  |
| Litva                                   |                    | 4              |                | 4         | Châu Âu và Bắc Mỹ               |
| Luxembourg                              |                    | 1              |                | 1         | Châu Âu và Bắc Mỹ               |
| Macedonia                               |                    |                | 1              | 1         | Châu Âu và Bắc Mỹ               |
| Madagascar                              | 2                  | 1              |                | 3         | Châu Phi                        |
| Malawi                                  | 1                  | 1              |                | 2         | Châu Phi                        |
| Malaysia                                | 2                  | 2              |                | 4         | Châu Á - Thái Bình Dương        |
| Mali                                    |                    | 3              | 1              | 4         | Châu Phi                        |
| Malta                                   |                    | 3              |                | 3         | Châu Âu và Bắc Mỹ               |
| Marshall Islands                        |                    | 1              |                | 1         | Châu Á - Thái Bình Dương        |
| Mauritania                              | 1                  | 1              |                | 2         | Các nước Ả Rập                  |
| Mauritius                               |                    | 2              |                | 2         | Châu Phi                        |
| Mexico                                  | 6                  | 27             | 1              | 34        | Châu Mỹ Latin và vùng Caribbean |
| Moldova                                 |                    | 1              |                | 1         | Châu Âu và Bắc Mỹ               |
| Micronesia                              |                    | 1              |                | 1         | Châu Á - Thái Bình Dương        |
| Mongolia                                | 1                  | 3              |                | 4         | Châu Á - Thái Bình Dương        |
| Montenegro                              | 1                  | 2              |                | 3         | Châu Âu và Bắc Mỹ               |
| Morocco                                 |                    | 9              |                | 9         | Các nước Ả Rập                  |
| Mozambique                              |                    | 1              |                | 1         | Châu Phi                        |
| Myanmar                                 |                    | 1              |                | 1         | Châu Á - Thái Bình Dương        |
| Namibia                                 | 1                  | 1              |                | 2         | Châu Phi                        |
| Nepal                                   | 2                  | 2              |                | 4         | Châu Á - Thái Bình Dương        |
| Hà Lan                                  | 1                  | 9              |                | 10        | Châu Âu và Bắc Mỹ               |
| New Zealand                             | 2                  |                | 1              | 3         | Châu Á - Thái Bình Dương        |
| Nicaragua                               |                    | 2              |                | 2         | Châu Mỹ Latin và vùng Caribbean |
| Niger                                   | 2                  | 1              |                | 3         | Châu Phi                        |
| Nigeria                                 |                    | 2              |                | 2         | Châu Phi                        |
| Na Uy                                   | 1                  | 7              |                | 8         | Châu Âu và Bắc Mỹ               |
| Oman                                    | [ note 33 ]        | 4              |                | 4         | Các nước Ả Rập                  |
| Pakistan                                |                    | 6              |                | 6         | Châu Á - Thái Bình Dương        |
| Palau                                   |                    |                | 1              | 1         | Châu Á - Thái Bình Dương        |
| Palestine                               |                    | 2              |                | 2         | Các nước Ả Rập                  |
| Panama                                  | 3                  | 2              |                | 5         | Châu Mỹ Latin và vùng Caribbean |
| Papua New Guinea                        |                    | 1              |                | 1         | Châu Á - Thái Bình Dương        |
| Paraguay                                |                    | 1              |                | 1         | Châu Mỹ Latin và vùng Caribbean |
| Peru                                    | 2                  | 8              | 2              | 12        | Châu Mỹ Latin và vùng Caribbean |
| Philippines                             | 3                  | 3              |                | 6         | Châu Á - Thái Bình Dương        |
| Ba Lan                                  | 1                  | 13             |                | 14        | Châu Âu và Bắc Mỹ               |
| Bồ Đào Nha                              | 1                  | 14             |                | 15        | Châu Âu và Bắc Mỹ               |
| Qatar                                   |                    | 1              |                | 1         | Các nước Ả Rập                  |
| Hàn Quốc                                | 1                  | 11             |                | 12        | Châu Á - Thái Bình Dương        |
| Romania                                 | 1                  | 6              |                | 7         | Châu Âu và Bắc Mỹ               |
| Nga                                     | 10                 | 16             |                | 26        | Châu Âu và Bắc Mỹ               |
| Saint Kitts và Nevis                    |                    | 1              |                | 1         | Châu Mỹ Latin và vùng Caribbean |
| Saint Lucia                             | 1                  |                |                | 1         | Châu Mỹ Latin và vùng Caribbean |
| San Marino                              |                    | 1              |                | 1         | Châu Âu và Bắc Mỹ               |
| Ả Rập Saudi                             |                    | 4              |                | 4         | Các nước Ả Rập                  |
| Senegal                                 | 2                  | 5              |                | 7         | Châu Phi                        |
| Serbia                                  |                    | 5              |                | 5         | Châu Âu và Bắc Mỹ               |
| Seychelles                              | 2                  |                |                | 2         | Châu Phi                        |
| Singapore                               |                    | 1              |                | 1         | Châu Á - Thái Bình Dương        |
| Slovakia                                | 2                  | 5              |                | 7         | Châu Âu và Bắc Mỹ               |
| Slovenia                                | 1                  | 2              |                | 3         | Châu Âu và Bắc Mỹ               |
| Quần đảo Solomon                        | 1                  |                |                | 1         | Châu Á - Thái Bình Dương        |
| Nam Phi                                 | 3                  | 4              | 1              | 8         | Châu Phi                        |
| Tây Ban Nha                             | 3                  | 40             | 2              | 45        | Châu Âu và Bắc Mỹ               |
| Sri Lanka                               | 2                  | 6              |                | 8         | Châu Á - Thái Bình Dương        |
| Sudan                                   | 1                  | 2              |                | 3         | Các nước Ả Rập                  |
| Suriname                                | 1                  | 1              |                | 2         | Châu Mỹ Latin và vùng Caribbean |
| Thụy Điển                               | 1                  | 13             | 1              | 15        | Châu Âu và Bắc Mỹ               |
| Thụy Sĩ                                 | 3                  | 9              |                | 12        | Châu Âu và Bắc Mỹ               |
| Syria                                   |                    | 6              |                | 6         | Các nước Ả Rập                  |
| Tajikistan                              | 1                  | 1              |                | 2         | Châu Á - Thái Bình Dương        |
| Tanzania                                | 3                  | 3              | 1              | 7         | Châu Phi                        |
| Thailand                                | 2                  | 3              |                | 5         | Châu Á - Thái Bình Dương        |
| Togo                                    |                    | 1              |                | 1         | Châu Phi                        |
| Tunisia                                 | 1                  | 7              |                | 8         | Các nước Ả Rập                  |
| Thổ Nhĩ Kỳ                              |                    | 14             | 2              | 16        | Châu Âu và Bắc Mỹ               |
| Turkmenistan                            |                    | 3              |                | 3         | Châu Á - Thái Bình Dương        |
| Uganda                                  | 2                  | 1              |                | 3         | Châu Phi                        |
| Ukraine                                 | 1                  | 6              |                | 7         | Châu Âu và Bắc Mỹ               |
| Vương quốc Liên hiệp Anh và Bắc Ireland | 4                  | 25             | 1              | 30        | Châu Âu và Bắc Mỹ               |
| Hoa Kỳ                                  | 12                 | 10             | 1              | 23        | Châu Âu và Bắc Mỹ               |
| Các tiểu vương quốc Ả Rập thống nhất    |                    | 1              |                | 1         | Các nước Ả Rập                  |
| Uruguay                                 |                    | 2              |                | 2         | Châu Mỹ Latin và vùng Caribbean |
| Uzbekistan                              | 1                  | 4              |                | 5         | Châu Á - Thái Bình Dương        |
| Vanuatu                                 |                    | 1              |                | 1         | Châu Á - Thái Bình Dương        |
| Venezuela                               | 1                  | 2              |                | 3         | Châu Mỹ Latin và vùng Caribbean |
| Việt Nam                                | 2                  | 5              | 1              | 8         | Châu Á - Thái Bình Dương        |
| Yemen                                   | 1                  | 3              |                | 4         | Các nước Ả Rập                  |
| Zambia                                  | 1                  |                |                | 1         | Châu Phi                        |
| Zimbabwe                                | 2                  | 3              |                | 5         | Châu Phi                        |
| (di sản xuyên biên giới)                | 14                 | 18             | 2              | 34        |                                 |
| Tổng cộng                               | 203                | 814            | 35             | 1 052     | 165 quốc gia thành viên         |

## Các quốc gia có nhiều Di sản thế giới
Chú ý: tại đây chỉ liệt kê các quốc gia có từ 10 Di sản thế Giới trở lên.
- Tím: quốc gia có từ 50 di sản trở lên
- Nâu: quốc gia có từ 40 đến 49 di sản
- Nâu sáng: quốc gia có từ 30 đến 39 di sản
- Cam: quốc gia có từ 20 đến 29 di sản
- Xanh dương: quốc gia có từ 15 đến 19 di sản
- Xanh lá: quốc gia có từ 10 đến 14 di sản